# Metropolitana di Lisbona
La metropolitana di Lisbona (in portoghese: Metropolitano de Lisboa) è una rete di linee metropolitane a servizio della città di Lisbona gestita dall'azienda pubblica Metropolitano de Lisboa.

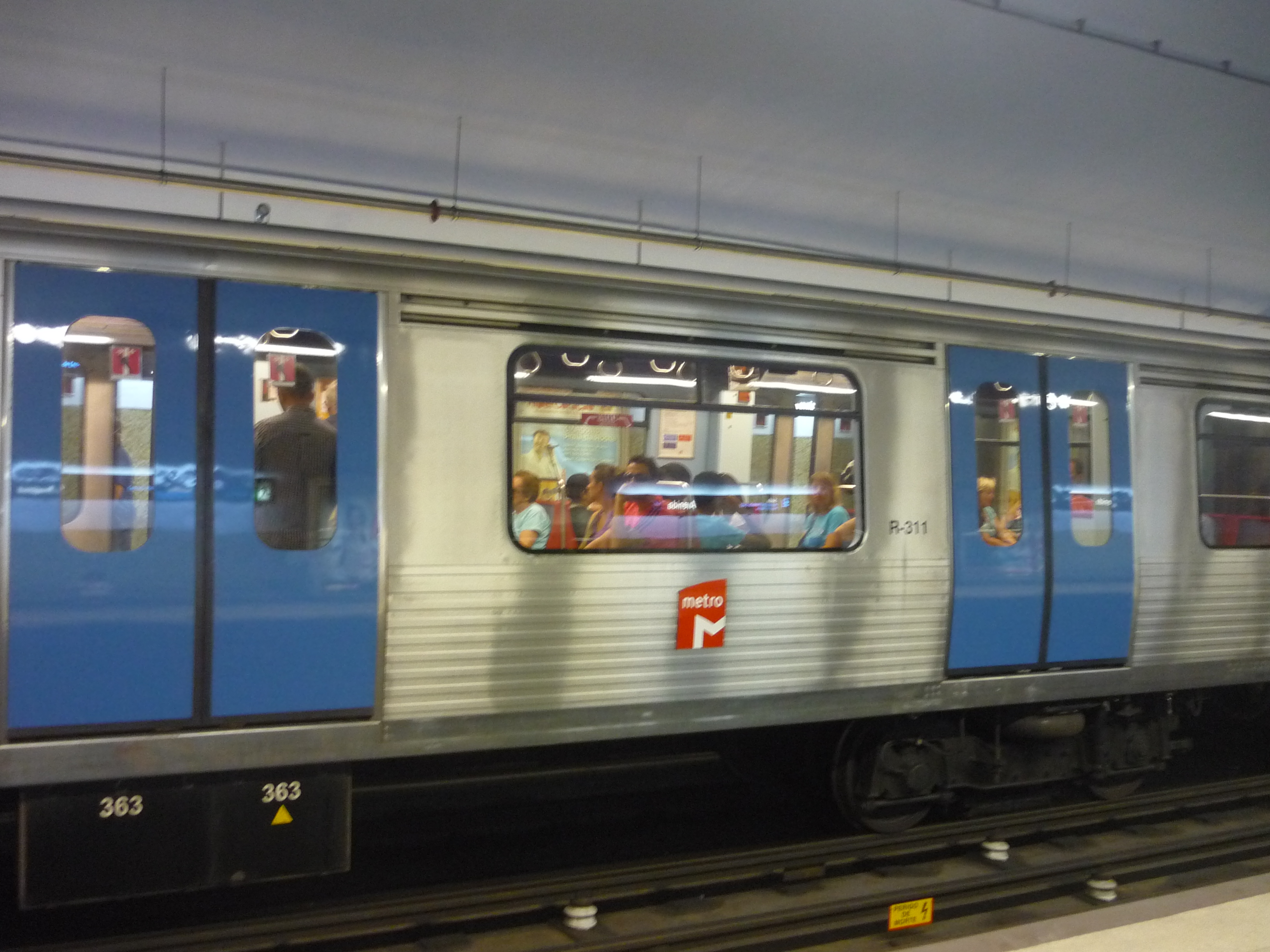
Carrozza della metropolitana

## Storia
È stata la prima rete metropolitana in Portogallo; la costruzione è stata avviata il 7 agosto 1955 e ultimata all'inizio del 1959; l'inaugurazione è avvenuta il 29 dicembre 1959 con due brevi linee che raggiungevano i 6,5 km.
Importanti integrazioni e ampliamenti sulle linee si sono avuti nel 1972, 1995, 1998 e 2004.
Nel luglio del 2012 è stato inaugurato il tratto della linea rossa tra la stazione di Oriente e l'aeroporto di Lisbona-Portela. Il tratto è lungo circa 4 km e comprende 2 stazioni intermedie (Moscavide e Encarnação). È previsto che il nuovo tratto porti un incremento di 400 000 passeggeri al mese.
Nell'aprile del 2016 è stato inaugurato un ampliamento della linea blu da Amadora Este a Reboleira.

## Caratteristiche
La rete, lunga 44,2 km, dispone di 56 stazioni e di 4 linee, generalmente individuate dal colore (blu, gialla, verde e rossa), che passano per il centro della città.
La rete è tutta sotterranea tranne che nel tratto tra Bela Vista e Olaias, dove i convogli percorrono un ponte sopra la ferrovia.
La rete è costruita a scartamento ordinario e i convogli sono alimentati mediante terza rotaia a 750 V.
L'accesso alle stazioni è disciplinato mediante tornelli con ante in vetro, sia in ingresso che in uscita.

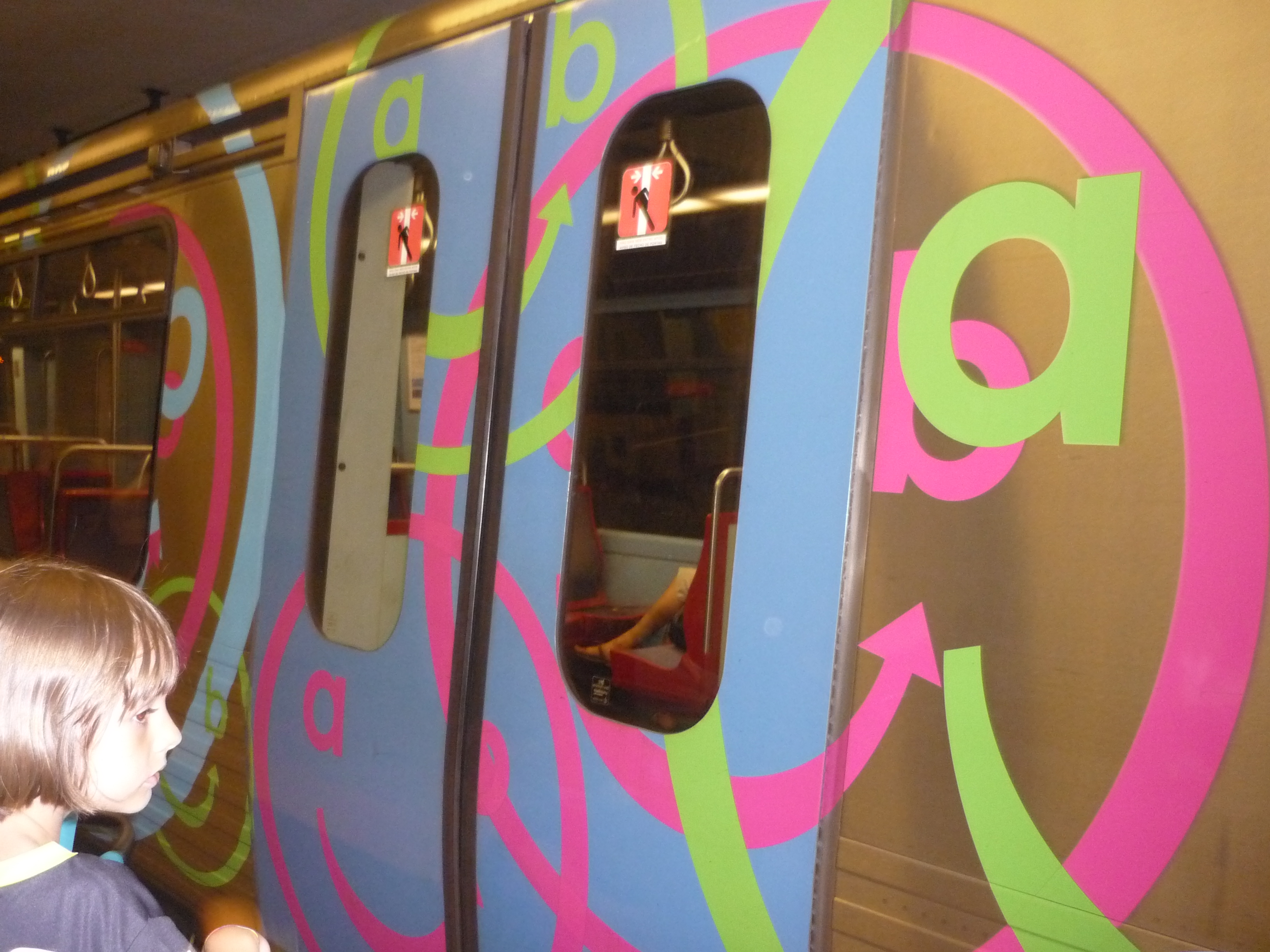
Livrea dedicata al 50º anniversario della metropolitana

## Rete

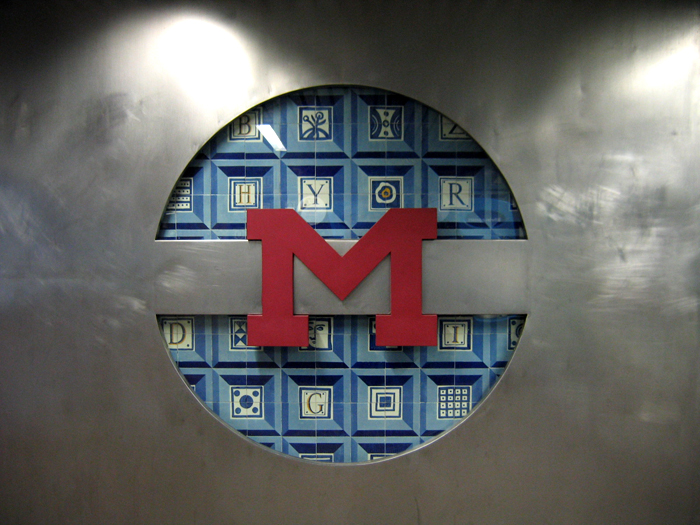
Vecchio logo alla stazione Colégio Militar/Luz

La rete metropolitana si compone di quattro linee:
| Linea | Inizio    | Fine           | Inaugurazione | Ultima estensione | Lunghezza | Stazioni |
| ----- | --------- | -------------- | ------------- | ----------------- | --------- | -------- |
|       | Reboleira | Santa Apolónia | 1959          | 2016              | 13,7 km   | 18       |
|       | Odivelas  | Rato           | 1959          | 2004              | 11,1 km   | 13       |
|       | Telheiras | Cais do Sodré  | 1963          | 2004              | 8,9 km    | 13       |
|       | Aeroporto | São Sebastião  | 1998          | 2012              | 10,5 km   | 12       |

Le linee prendono ufficialmente il nome dai loro colori. Un tempo avevano nomi figurativi, che si possono vedere ancora oggi nei loghi e sui cartelli. Molti locali usano ancora i vecchi nomi.

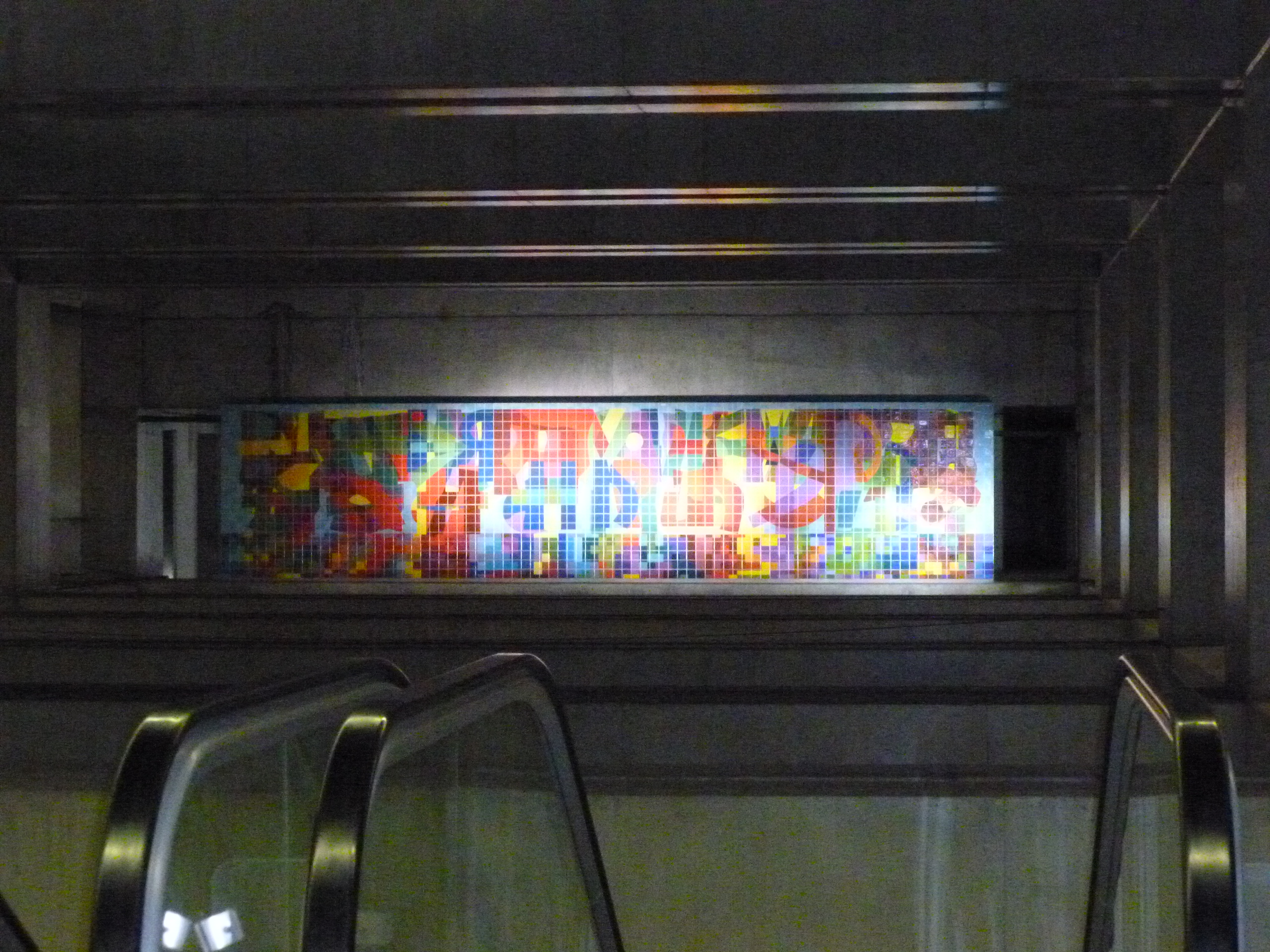
Stazione Terreiro do Paço

### Le linee
Linea Blu (Linha Azul)
Linea Gialla (Linha Amarela)
Linea Verde (Linha Verde)
Linea Rossa (Linha Vermelha)

## Materiale rotabile
I convogli, con cassa in acciaio inossidabile, sono stati costruiti da SOREFAME mentre i motori asincroni trifase sono stati forniti da Siemens. L'elemento base dei convogli è l'unità di trazione, composta da 3 casse (motrici le estreme e rimorchiata la centrale, secondo lo schema M-R-M) separabili solo in officina. Ogni cassa dispone di 3 porte su ogni lato. A loro volta i convogli sono composti da una o due unità di trazione: la composizione più snella è utilizzata nei periodi di minor affollamento e nei giorni festivi.
I mezzi circolanti hanno una velocità massima pari a 72 km/h e appartengono a quattro serie.
- ML90: 19 unità di trazione numerate da M201-R202-M203 fino a M255-R256-M257, entrate in servizio tra il 1993 e il 1996; casse non comunicanti (esiste solo un passaggio di servizio), porte a comando pneumatico
- ML95: 38 unità di trazione numerate da M301-R302-M303 fino a M412-R413-M414, entrate in servizio tra il 1997 e il 1998; casse non comunicanti (esiste solo un passaggio di servizio), porte a comando elettrico
- ML97: 18 unità di trazione numerate da M501-R502-M503 fino a M552-R553-M554, entrate in servizio nel 1999; unità di trazione articolata con casse intercomunicanti, porte a comando elettrico
- ML99: 37 unità di trazione numerate da M601-R602-M603 fino a M709-R710-M711, entrate in servizio tra il 2000 e il 2002; unità di trazione articolata con casse intercomunicanti, porte a comando elettrico